# مطالعات تطبیقی
مطالعات تطبیقی یا هم‌سنجی
یک روش تحقیق در علوم اجتماعی است که هدف آن مقایسه فرهنگها در کشورها و مناطق مختلف میباشد. مشکل عمده در این گونه پژوهش‌ها، تفاوت در تعریف مجموعه داده‌ها یا امکان استفاده از دسته‌بندی‌های متفاوت در مناطق مختلف است (به‌طور مثال، فقر واجد معانی گسترده ای در مناطق مختلف است).

## تعریف
مطالعات تطبیقی، به بیان ساده، عملی برای مقایسه دو یا چند چیز با هدف کشف چیزی دربارهٔ یک یا همه چیزهایی است که با هم مقایسه می‌شوند. این روش اغلب در یک مطالعه از چندین رشته استفاده می‌کند (به بیانی دیگر این گروه از پژوهش‌ها، از دسته مطالعات میان رشته‌ای می‌باشد)، و توافق اکثریت بر این است که هیچ متدولوژی مختص به مطالعات تطبیقی وجود ندارد. . رویکرد مناسب در این رشته، رویکردی میان رشتهای و انعطاف‌پذیر بوده با این حال نتایج حاصل از مطالعات تطبیقی در ارائه پاسخی منسجم و یکپارچه، قطعیت ندارد.
در مطالعات تطبیقی یقیناً روشهایی وجود دارد که بسیار مرسوم است. میتوان چنین اظهار نمود در این روش، تجزیه و تحلیل کمی اطلاعات بیشتر از فاکتورهای کیفی مورد استفاده قرار میگیرد و در اغلب مطالعات تطبیقی داده‌های کمی به کار گرفته شدهاند. به‌طور کلی، روش مقایسه در زندگی روزمره نیز به‌طور واضحی قابل ملاحظه است. در این صورت با موارد یکسان، برخوردی مشابه خواهیم داشت رفتار ما در موارد مختلف تفاوت دارد و این میزان تفاوت است که میزان تغییر رفتار را تعیین می‌کند.
تجزیه و تحلیل ثانویه از داده‌های کمی در پژوهش‌ها مقایسه ای بسیار گسترده‌است، بدون شک بخشی از آن به دلیل هزینه به دست آوردن داده‌های اولیه برای موارد بزرگ مانند محیط سیاست کشور است. این مطالعه به‌طور کلی تجزیه و تحلیل داده‌های کل است. این مقایسه در مقادیر زیادی از داده‌ها (به ویژه منابع دولتی) رواج دارد. یک روش معمول برای مقایسه در دولت‌ها، ایجاد تعادل در سطح هزینه‌های آنها برای رفاه اجتماعی است.
در راستای چگونگی نظریه‌پردازی بسیاری در قرن گذشته، پژوهش‌های مقایسه ای تمایلی به تحقیق در مورد «تئوری‌های بزرگ» مانند مارکسیسم ندارند. در عوض، خود را با تئوریهای میان رده‌ای که برای توصیف سیستم اجتماعی، نه به‌طور کامل، و به صورت زیرمجموعه ای از آن را توصیف می‌کنند.نمونه خوبی از این برنامه تحقیق مشترکی است که به دنبال تفاوت بین دو یا چند سیستم اجتماعی است صورت گرفته و سپس به تفاوتها در رابطه با برخی متغیرهای دیگر که در آن جوامع همزیست هستند پرداخته شده تا میزان ارتباط میان آنها معلوم گردد. مورد کلاسیک این امر، تحقیقات اسپرینگ-اندرسن در مورد سیستم‌های رفاه اجتماعی است. وی متوجه شد که در انواع سیستم‌های رفاه اجتماعی تفاوت وجود دارد و آنها را با توجه به میزان تعیین شده کالاهای رفاه اجتماعی مقایسه کرده‌ است. وی دریافت که می‌تواند براساس میزان تعیین تکلیف آنها، کشورهای به لحاظ رفاه در سه دسته طبقه‌بندی می‌گردند. وی در ادامه از این تئوری تئوریزه کرد که تغییر ساختار مبتنی بر ترکیبی از ائتلاف‌های طبقاتی و بسیج و میراث رژیم بود در اینجا، اسپرینگ-اندرسن از تحقیقات مقایسه ای استفاده می‌کند: او بسیاری از کشورهای غربی را مورد بررسی و تجزیه تحلیل قرار داده و آنها را مقایسه می‌کند، سپس بر اساس یافته‌های خود نظریه واگرایی را تبیین می‌کند.
پژوهش تطبیقی اشکال مختلفی داشته و دو عامل مهم در این مقوله فضا و زمان است. به لحاظ مکانی، مقایسه بین ملل امری متداول است، همچنین مقایسه در داخل کشورها، با مناطق مختلف، در فرهنگ‌ها یا دولت‌ها نیز وجود داشته و بسیار سازنده هستند، به خصوص در کشوری مانند نیوزلند، جایی که سیاست اغلب بسته به نوع نژاد تغییر می‌کند. مطالعات مکرر بین منطقهای، شامل مقایسه کشورها یا مجموعه‌های مشابه یا متفاوت کشورها، مقایسه کشور خود با دیگران یا کل جهان است.
پژوهش تطبیقی تاریخی شامل مقایسه بازه‌های زمانی مختلف است. دو انتخاب اصلی در این مدل، مقایسه دو مرحله در زمان (در یک بازه زمانی) یا فقط مقایسه یک چیز با گذشت زمان است، تا ببینیم تأثیرات خط مشی در طول زمان متفاوت است. وقتی موضوع سوالات مقایسه ای مطرح می‌شود، بسیاری معتقدند که نمی‌توان یک پاسخ منحصر به فرد برای این موضوع داشت.
وقتی موضوع سوالات مقایسه ای مطرح می‌شود، بسیاری معتقدند که هیچ‌یک برای این موضوع منحصر به فرد نیست. این در واقع ممکن است صحیح باشد، اما تفسیر مختصر از تلاشهای مقایسه ای نشان می‌دهد که برخی مباحث تکراری تر از سایرین هستند. چنانچه تعیین اهمیت عوامل اقتصادی یا سیاسی در توضیح اقدامات دولت از اهمیت بالایی برخوردار است. به‌طور کلی، آنچه که در موضوعات تحقیق مقایسه ای مسلم است، وجود تفاوت‌هایی است که باید مورد تجزیه و تحلیل قرار گیرد.

## توضیح تکمیل (توسعه، تکامل)
ماتسیوس معتقد است، پژوهش‌ها متقابل فرهنگی و تطبیقی را باید بخشی از روحیه علمی دانست که در قرن ششم در یونان در پی ارزشمند شدن دانش و یادگیری در قرن ۵ به وجود آمد. به عبارت دیگر، این موضوع بخشی از ظهور معرفت و فلسفه است، به عنوان به دانش و پیدا کردن صورت مادی برای آن است. Episteme (شناخت) به عنوان یک شکل و فعالیت در زمینه آرم‌ها، شکستن بسته شدن شناختی و تحقیق پیشرفته تجربی، استدلال منطقی و جستجوی حقیقت را مشخص کرد؛ و توجه زیاد به فعالیت‌های فکری باعث کنجکاوی واقعی در مورد فرهنگ‌های دیگر شد - که پس از آن در قلب پرس و جو تطبیقی پدید آمده‌است.
علاوه بر این، در پشت نگاه تطبیقی یونان، سؤال فلسفی و سیاسی نیز وجود داشت که زندگی سیاسی قطب دموکراتیک را توصیف می‌کرد. تحقیق فلسفی، از ساکنان شهر باستانی در سواحل غربی آناتولی گرفته تا سوفیست‌ها، بازنمایی‌ها و سنت‌های شناختی مردم خود را زیر سؤال برد. همان‌طور که تاریخچه‌های هرودوت نشان می‌دهد، تحقیق در مورد روایات سایر اقدامی، فعالیتی بود که با اخلاق نقد فلسفی مرتبط با زندگی دموکراتیک در یونان همراه بود. به بیان ساده، سؤال از قوانین و مؤسسات یونان و ارزشها و آداب و رسوم مربوط به آن (به عنوان مثال ایزگریا و پارتیشی)، به عنوان بخشی از سیاست یونان، با تلاش مورخان نخستین برای تأمل در نهادهای خانگی از طریق تحقیق در مورد دیگران است.
طبق گفته کارل دویچ، ما بیش از ۲۰۰۰ سال است که از این شکل تحقیق استفاده می‌کنیم. مقایسه چیزها برای تحقیق اساسی علمی و فلسفی، که مدتهاست انجام می‌شود، ضروری است. بیشتر نویسندگان در تخمین خود از مدت‌ها پژوهش‌های مقایسه ای محافظه کار هستند؛ بنابراین بحث راجع به این موضوع که آیا مقایسه عملی است متفاوت با پژوهش تطبیقی، بیهوده است.
چاپ کتاب در مورد این شکل از مطالعه تا دهه ۱۸۸۰ شروع شد، و در سال‌های پس از جنگ جهانی دوم به محبوبیت رسید. دلایل متعددی وجود دارد که پژوهش تطبیقی برای دانشمند علوم اجتماعی از جایگاه خاصی برخوردار است. در این راستا جهانی سازی عامل اصلی بوده و باعث افزایش میل و امکان مبادلات آموزشی و کنجکاوی فکری نسبت به سایر فرهنگ‌ها شده‌است. فناوری اطلاعات نیز با تولید بیشتر دادههای کمی فرایند مقایسه و تحلیل را میسر کرده‌است.